# Selaginella calosticha
Selaginella calosticha är en mosslummerväxtart som beskrevs av Antoine Frédéric Spring. Selaginella calosticha ingår i släktet mosslumrar, och familjen mosslummerväxter. Inga underarter finns listade i Catalogue of Life.